# Aéroport municipal de St. Thomas
L'aéroport municipal de St. Thomas est un aéroport situé en Ontario, au Canada.